# Collegio elettorale di Desenzano del Garda (Senato della Repubblica)
Il collegio di Desenzano del Garda fu un collegio elettorale uninominale della Repubblica Italiana per l'elezione del Senato della Repubblica. Apparteneva alla Circoscrizione Lombardia e fu utilizzato per eleggere un senatore nella XII, XIII e XIV legislatura.
Venne istituito nel 1993 con la cosiddetta Legge Mattarella (Legge n. 276, Norme per l'elezione del Senato della Repubblica), attuata in seguito al referendum abrogativo del 1993. La legge istituì per la Camera dei deputati e per il Senato della Repubblica un sistema di elezione misto, in parte maggioritario e in parte proporzionale. Il 75% dei parlamentari dell'assemblea veniva eletto in collegi uninominali tramite sistema maggioritario a turno unico; il restante 25% al Senato veniva eletto tramite recupero proporzionale dei più votati non eletti attraverso un meccanismo di calcolo denominato "scorporo", cioè sottraendo dal conteggio dei voti totali di una lista nella parte proporzionale i voti ottenuti dai candidati collegati alla medesima lista che erano eletti nei collegi uninominali con il sistema maggioritario.
Il collegio venne abolito insieme a tutti gli altri che costituivano il Senato con la promulgazione della legge elettorale successiva, la cosiddetta Legge Calderoli. Questa prevedeva un sistema proporzionale con premio di maggioranza, che al Senato veniva attribuito a livello regionale.

## Territorio
Il collegio di Desenzano del Garda era uno dei 35 collegi uninominali in cui era suddivisa la Lombardia e, come previsto dal D.Lgs. del 20 dicembre 1993 n. 535, era compreso interamente nella provincia di Brescia e comprendeva i seguenti comuni: Acquafredda, Bagnolo Mella, Bassano Bresciano, Bedizzole, Botticino, Calcinato, Calvagese della Riviera, Calvisano, Capriano del Colle, Carpenedolo, Cigole, Desenzano del Garda, Gavardo, Ghedi, Gottolengo, Isorella, Leno, Lonato, Manerba del Garda, Manerbio, Mazzano, Moniga del Garda, Montichiari, Montirone, Muscoline, Nuvolento, Nuvolera, Offlaga, Padenghe sul Garda, Paitone, Pavone del Mella, Polpenazze del Garda, Poncarale, Pozzolengo, Prevalle, Puegnago sul Garda, Rezzato, Salò, San Felice del Benaco, San Gervasio Bresciano, Serle, Sirmione, Soiano del Lago e Visano.

## Eletti
| Elezione | Elezione | Senatore          | Partito                 |
| -------- | -------- | ----------------- | ----------------------- |
|          | 1994     | Massimo Wilde     | Polo delle Libertà (LN) |
|          | 1996     | Giovanni Bruni    | L'Ulivo (RI)            |
|          | 2001     | Francesco Tirelli | Casa delle Libertà (FI) |

## Dati elettorali

### XII legislatura
|                               | Massimo Wilde ✔️ Eletto | Polo delle Libertà           | 64 545  | 40,35 |  |  |  |  |  |
|                               | Marco Lombardi          | Alleanza dei Progressisti    | 29 676  | 18,55 |  |  |  |  |  |
|                               | Giuseppe Paolo Ioannes  | Patto per l'Italia           | 29 631  | 18,52 |  |  |  |  |  |
|                               | Giovanni Motto          | Alleanza Nazionale           | 10 706  | 6,69  |  |  |  |  |  |
|                               | Eva Rossi De Paoli      | Lega Alpina Lumbarda         | 9 940   | 6,21  |  |  |  |  |  |
|                               | Augusto Buonafalce      | Lista Pannella-Riformatori   | 4 540   | 2,84  |  |  |  |  |  |
|                               | Vittorina Lazzarini     | Partito Pensionati           | 3 706   | 2,32  |  |  |  |  |  |
|                               | Ernesto Zambon          | Lega di Angela Bossi         | 3 290   | 2,06  |  |  |  |  |  |
|                               | Florenzo Bertolinelli   | Democratici Popolari         | 2 976   | 1,86  |  |  |  |  |  |
|                               | Renzo Menoni            | Partito della Legge Naturale | 945     | 0,59  |  |  |  |  |  |
| Totale                        | Totale                  | Totale                       | 159 955 | 100   |  |  |  |  |  |
|                               |                         |                              |         |       |  |  |  |  |  |
| Voti non validi               | Voti non validi         | Voti non validi              | 8 493   | 5,04  |  |  |  |  |  |
| Votanti                       | Votanti                 | Votanti                      | 168 448 | 99,67 |  |  |  |  |  |
| Elettori                      | Elettori                | Elettori                     | 169 000 |       |  |  |  |  |  |
|                               |                         |                              |         |       |  |  |  |  |  |
| Data: 27-28 marzo 1994        |                         |                              |         |       |  |  |  |  |  |
| Fonte: Ministero dell'interno |                         |                              |         |       |  |  |  |  |  |

### XIII legislatura
|                               | Giovanni Bruni ✔️ Eletto | L'Ulivo                                  | 53 632  | 33,10 |  |  |  |  |  |
|                               | Massimo Wilde ✔️ Eletto  | Lega Nord                                | 50 288  | 31,03 |  |  |  |  |  |
|                               | Italo Formentini         | Polo per le Libertà                      | 46 025  | 28,40 |  |  |  |  |  |
|                               | Silvio Moretti           | Lega per l'Autonomia - Alleanza Lombarda | 5 292   | 3,27  |  |  |  |  |  |
|                               | Gianluigi Pezzali        | Movimento Sociale Fiamma Tricolore       | 2 302   | 1,42  |  |  |  |  |  |
|                               | Andras Bereny            | Lista Pannella-Sgarbi                    | 2 201   | 1,36  |  |  |  |  |  |
|                               | Pierluigi Cordini        | Federazione Liste Civiche                | 1 300   | 0,80  |  |  |  |  |  |
|                               | Giancarlo Albieri        | Socialista                               | 1 009   | 0,62  |  |  |  |  |  |
| Totale                        | Totale                   | Totale                                   | 162 049 | 100   |  |  |  |  |  |
|                               |                          |                                          |         |       |  |  |  |  |  |
| Voti non validi               | Voti non validi          | Voti non validi                          | 7 767   | 4,57  |  |  |  |  |  |
| Votanti                       | Votanti                  | Votanti                                  | 169 816 | 91,22 |  |  |  |  |  |
| Elettori                      | Elettori                 | Elettori                                 | 186 168 |       |  |  |  |  |  |
|                               |                          |                                          |         |       |  |  |  |  |  |
| Data: 21 aprile 1996          |                          |                                          |         |       |  |  |  |  |  |
| Fonte: Ministero dell'interno |                          |                                          |         |       |  |  |  |  |  |

### XIV legislatura
|                               | Francesco Tirelli ✔️ Eletto | Casa delle Libertà                       | 76 171  | 44,76 |  |  |  |  |  |
|                               | Adelio Zanelli              | L'Ulivo                                  | 55 306  | 32,50 |  |  |  |  |  |
|                               | Eva Rossi De Paoli          | Lega per l'Autonomia - Alleanza Lombarda | 12 177  | 7,16  |  |  |  |  |  |
|                               | Angelo Bera                 | Partito della Rifondazione Comunista     | 7 453   | 4,38  |  |  |  |  |  |
|                               | Giampaolo Allegro           | Lista Di Pietro                          | 5 685   | 3,34  |  |  |  |  |  |
|                               | Angelo Lo Bartolo           | Lista Pannella-Bonino                    | 3 452   | 2,03  |  |  |  |  |  |
|                               | Daniele Roscia              | Democrazia Europea                       | 3 193   | 1,88  |  |  |  |  |  |
|                               | Aldo Ferri                  | Partito Pensionati                       | 2 851   | 1,68  |  |  |  |  |  |
|                               | Marzio Zizioli              | Fiamma Tricolore                         | 2 569   | 1,51  |  |  |  |  |  |
|                               | Gianfranco Sandrini         | I Liberaldemocratici - Basta!            | 513     | 0,30  |  |  |  |  |  |
|                               | Flavio Traversa             | Forza Nuova                              | 467     | 0,27  |  |  |  |  |  |
|                               | Silvano Sussi               | Partito Liberal Popolare                 | 342     | 0,20  |  |  |  |  |  |
| Totale                        | Totale                      | Totale                                   | 170 179 | 100   |  |  |  |  |  |
|                               |                             |                                          |         |       |  |  |  |  |  |
| Voti non validi               | Voti non validi             | Voti non validi                          | 9 943   | 5,52  |  |  |  |  |  |
| Votanti                       | Votanti                     | Votanti                                  | 180 122 | 89,03 |  |  |  |  |  |
| Elettori                      | Elettori                    | Elettori                                 | 202 315 |       |  |  |  |  |  |
|                               |                             |                                          |         |       |  |  |  |  |  |
| Data: 13 maggio 2001          |                             |                                          |         |       |  |  |  |  |  |
| Fonte: Ministero dell'interno |                             |                                          |         |       |  |  |  |  |  |